# Риџланд (Висконсин)
Риџланд (енгл. Ridgeland) град је у америчкој савезној држави Висконсин.

## Демографија
По попису из 2010. године број становника је 273, што је 8 (3,0%) становника више него 2000. године.
| Група             | 2000.       | 2010.       |
| Белци             | 263 (99,2%) | 266 (97,4%) |
| Афроамериканци    | 0 (0,0%)    | 0 (0,0%)    |
| Азијати           | 0 (0,0%)    | 2 (0,7%)    |
| Хиспаноамериканци | 1 (0,4%)    | 0 (0,0%)    |
| Укупно            | 265         | 273         |